# Giovanni Battista Baldelli Boni

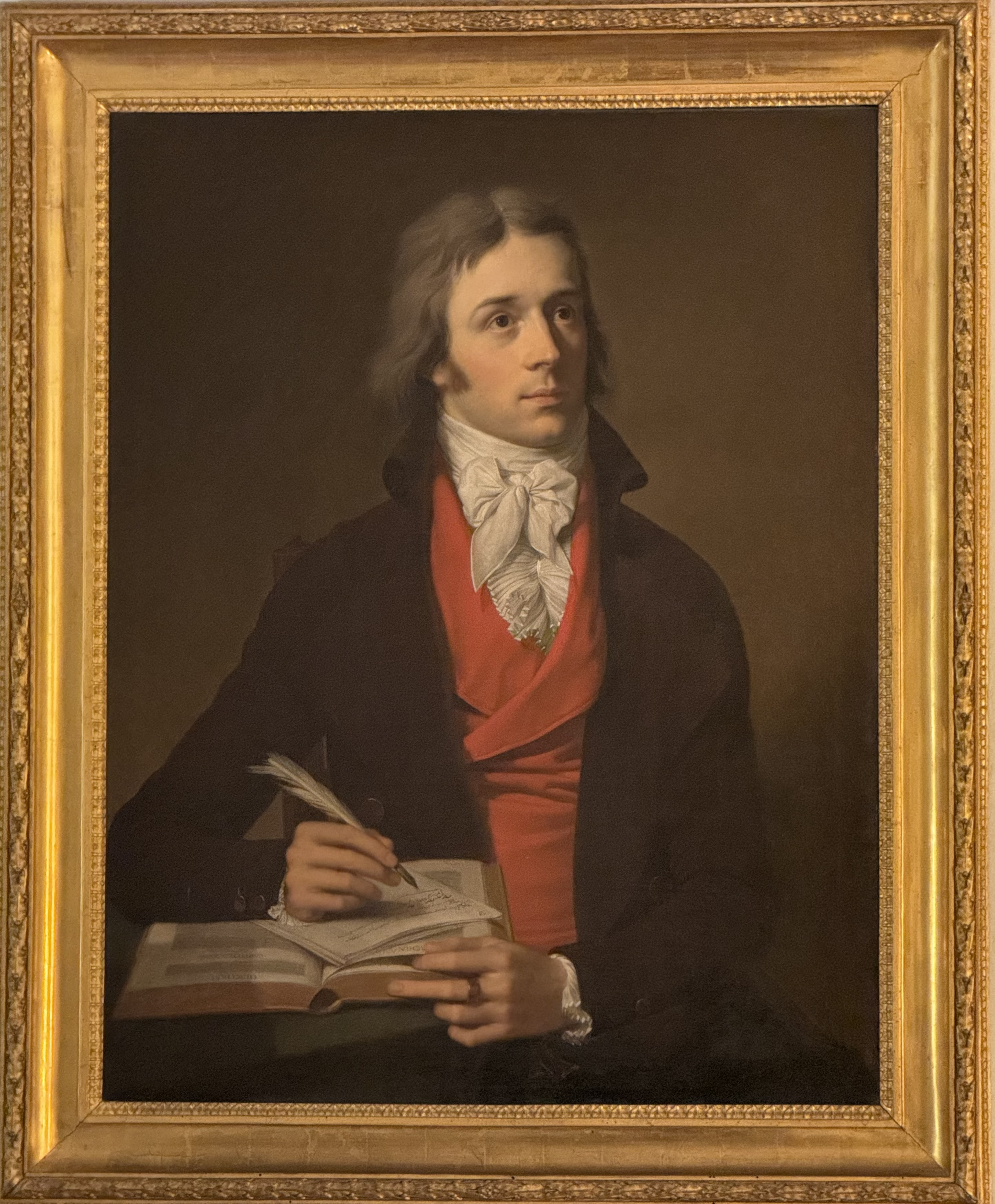
Ritratto di Giovanni Battista Baldelli Boni eseguito in data ignota dal pittore francese François-Xavier Fabre (collezione privata).

Giovanni Battista Baldelli Boni (Cortona, 2 luglio 1766 – Siena, 25 febbraio 1831) è stato un militare e letterato italiano.

## Biografia
Figlio dei patrizi cortonesi Girolamo Baldelli ed Elisabetta Boni, nacque a Cortona il 2 luglio 1766. Frequentò le Scuole pie di Firenze e nel 1782 entrò nel Sacro e Militare Ordine di Santo Stefano, cosa che lo portò a trasferirsi a Pisa, dove proseguì gli studi.
Arruolatosi nel Régiment Royal-Italien dell’esercito francese nel 1785, fu di stanza inizialmente ad Embrun e a Mont-Dauphin, ai piedi delle Alpi. Il 22 aprile 1789 si sposò con la marchesa Thérèse-Julie d’Ollieres de Luminy, che morì poco dopo aver dato alla luce la figlia Adelaide (n. il 24 novembre 1790), dal 1813 sposa dello scienziato Vincenzo di Niccolò Antinori. In coincidenza con il matrimonio, ottenne il trasferimento nel reggimento di cavalleria Royal Allemand a Parigi. Assisté come membro della fazione realista ai primi eventi della Rivoluzione, come la presa della Bastiglia e la tentata fuga della famiglia reale a Varennes. Al principio del 1792 intraprese un viaggio tra l’Italia settentrionale, la Svizzera e la Germania.
Dopo i fatti di Varennes, il suo reggimento fu rinominato 15e Régiment de cavalerie ("Quindicesimo cavalleria") e ricollocato a Lunéville, in Lorena, ma nel maggio 1792 abbandonò il territorio francese e si spostò a Treviri, in ossequio agli ordini del conte di Provenza, reggente a seguito dell’imprigionamento di Luigi XVI. La marcia da Lunéville a Treviri fu descritta da Baldelli Boni come una delle esperienze più dure della sua carriera militare. In seguito partecipò all’assedio di Thionville (agosto-ottobre 1792), nel corso del quale scampò allo scoppio di una bomba.
Dopo la disfatta di Valmy, il reggimento fu disciolto e Baldelli Boni si rifugiò a Zurigo.
Abbandonata la carriera militare, tornò in Toscana e decise di stabilirsi a Firenze, dove si dedicò agli studi letterari (1793). Fu accolto nell’Accademia Fiorentina, che gli affidò l’incarico di comporre un elogio di Niccolò Machiavelli, letto pubblicamente il 7 agosto 1794. Nel 1797 pubblicò una monografia su Francesco Petrarca (Del Petrarca e delle sue opere).
In occasione della sollevazione popolare contro i francesi che nel mese di aprile 1799 avevano occupato la Toscana, Baldelli Boni non prese impegni. Accettò di riprendere le armi solo all’inizio del 1800, su richiesta del generale Sommariva, che comandava le schiere austriache. Svolse inizialmente il ruolo di istruttore delle bande armate della Romagna Toscana, per accettare successivamente il comando dei resistenti della Valdichiana. Dopo Marengo, le forze austriache si ritirarono nell’aretino, lasciando che i francesi conquistassero agevolmente tanto Firenze quanto Livorno. Dopo essere scampato a un attentato in Arezzo, Baldelli Boni consigliò la resa ai resistenti, ma non fu ascoltato, e seguì l’esercito di Sommariva ad Ancona mentre la città toscana veniva brutalmente conquistata dai francesi. Al momento della resa del Granduca (Trattato di Lunéville, 9 febbraio 1801), Baldelli Boni fu sciolto da tutti gli impegni con i lorenesi, e rinunciò definitivamente alle armi.
Prima del ritorno in Toscana (1804) fu impegnato da un grande numero di viaggi: fu in Austria, Ungheria, Polonia, Boemia, Sassonia, Prussia, Danimarca, Svezia, Olanda, Inghilterra, Scozia e Irlanda. Il 29 maggio 1804 la regina d’Etruria Maria Luisa concesse a Baldelli Boni e ai suoi figli il titolo di conte. Nell’ottobre 1804 sposò Lucrezia Cicciaporci (†1850), figlia di Lucantonio Cicciaporci ed Elizabeth Stewart (Stuart), da cui ebbe nove figli. Per finanziare le spese del matrimonio fu costretto a vendere una parte del proprio patrimonio librario al marchese Gian Giacomo Trivulzio.
Nel 1806 pubblicò una biografia di Giovanni Boccaccio. Nel 1808, al momento della ricostituzione del sodalizio, fu accolto nell’Accademia Fiorentina, mentre nel 1811 fu tra i dodici soci residenti della rinnovata Accademia della Crusca, di cui in seguito fu tesoriere (1815) e arciconsolo, cioè presidente (1817).
Nel 1817 si recò a Dresda per contrattare il matrimonio del principe ereditario di Toscana (il futuro granduca Leopoldo II) con la principessa Maria Anna Carolina di Sassonia. Riuscito nell’impresa, ebbe come ricompensa la Gran Croce al Merito di Sassonia.
Nel 1819 pubblicò il Saggio di storia fiorentina nei secoli XII e XIII e nel 1825 la raccolta di saggi Saggio sulle antichità primitive. La sua opera più significativa, perlomeno per estensione, sono certamente i Viaggi di Marco Polo illustrati e commentati (1827), contenenti una Storia delle relazioni vicendevoli dell'Europa e dell'Asia dalla decadenza di Roma fino alla distruzione del Califfato in sedici libri e due tomi.
Impegnato in politica sin dal primo ritorno in Toscana, fu nominato dal Granduca Direttore dei Regi edifizi (vale a dire il ministro per i lavori pubblici), incarico confermato anche durante il Regno d'Etruria, e in seguito Provveditore dell’Azienda dei Depositi e Prestiti della città di Firenze e Direttore della Casa Reale. Con l’annessione della Toscana all’Impero francese, ottenne gli incarichi di Presidente dei Palazzi e dei Giardini reali. Stimato da Elisa Bonaparte, che aveva il titolo onorifico di Granduchessa di Toscana e governava de facto i dipartimenti toscani dell’Impero, ottenne nel 1809 l’onorificenza di barone dell’Impero, mentre la moglie veniva nominata Dama d’onore della Granduchessa.
Al ritorno di Ferdinando III (1814) fu nominato Sopraintendente generale dell’Ufficio delle revisioni e dei sindacati, incarico che mantenne fino all’inizio del 1829. Nell’aprile di quell’anno la famiglia Baldelli Boni si trasferì a Siena, dove Giovanni Battista aveva ricevuto l’incarico di Governatore della Città e Stato. Qui morì il 25 febbraio 1831, al termine di un’agonia di tre giorni causata da una caduta sui gradini ricoperti di ghiaccio del Duomo cittadino. Fu sepolto nella Basilica di Santo Spirito a Firenze dove si trovava la cappella gentilizia dei Baldelli Boni.

### Scritti di Giovanni Battista Baldelli Boni
- Elogio di Niccolò Machiavelli, Londra [ma Firenze], 1794.
- Del Petrarca e delle sue opere libri quattro, Firenze, Cambiagi, 1797 [II edizione accresciuta e corretta Fiesole, Poligrafia Fiesolana, 1837].
- Vita di Giovanni Boccacci, Firenze, Carli, Ciardetti & Co., 1806.
- Lettere prima, seconda e terza al sig. M..... A....., in «L'Ape», III, 8 (30 marzo 1806), pp. 337–356.
- Trattato degli Alberi della Toscana di Gaetano Savi Professore di Botanica nell'Imperiale Accademia di Pisa. Firenze presso il Piatti 1811. Tomi 2 in 12, in «Collezione d'opuscoli scientifici e letterarj ed estratti d'opere interessanti, vol. XIV, Firenze, 1812, pp. 48-55.
- Al Signore Abate Carlo Denina Bibliotecario di S.M. l'Imperatore e Re, Cavalier dell'Impero, uno de' Comandanti della Legion d'Onore, in «Collezione d'opuscoli scientifici e letterarj ed estratti d'opere interessanti», vol. XVI, Firenze, 1812, pp. 84–99.
- Saggio di Storia Fiorentina dei secoli duodecimo e decimoterzo libri tre, Firenze, Piatti, 1818.
- Saggio sulle antichità primitive, Fiesole, Poligrafia Fiesolana, 1825.
- Il Milione di Marco Polo. Testo di lingua del secolo decimoterzo ora per la prima volta pubblicato ed illustrato, Firenze, Pagani, 1827.

### Su Giovanni Battista Baldelli Boni
- Baldelli Boni, Giuseppe, Mio padre. Ricordi ai suoi figli, Cortona, Bimbi, 1881.
- Carranza, Nicola, Baldelli Boni, Giovanni Battista, in Dizionario Biografico degli Italiani, vol. XXIX, Roma, Istituto della Enciclopedia Italiana, 1963.
- Campana, Andrea, Baldelli Boni, Giovanni Battista, in Enciclopedia Machiavelliana, Roma, Istituto della Enciclopedia Italiana, 2014.
- Pedretti, Paolo, La vendita della biblioteca di Giovanni Battista Baldelli Boni a Gian Giacomo Trivulzio, in «Libri & Documenti» XXXIX (2013) [2014], pp. 151–178.